# Sigulda (stad)
Sigulda (Duits: Segewold) is een historische stad in het noorden van Letland aan de rivier de Gauja. Sinds enkele jaren is de stad een belangrijk wintersportcentrum met een bobsleebaan en skipistes op de hellingen. De stad ligt midden in het Nationaal Park Gauja. De stad is het administratieve centrum van de gemeente Siguldas novads.
In 1207 werd hier door de Orde van de Zwaardbroeders een kasteel gebouwd. Heden ten dage is het een ruïne.
In de heuvels rond Sigulda ligt het kasteel van Turaida, dat in de 17e eeuw gedeeltelijk vernietigd werd toen de kruitkamer getroffen werd door de bliksem. Vlak bij het kasteel staat een houten kerk waar de 'Roos van Turaida' ligt begraven. Zij was een negentienjarig meisje dat in 1620 door een Poolse officier werd vermoord in de grotten rond de vesting. Volgens de overlevering was zij verliefd op een tuinman van een nabijgelegen vesting, maar werd zij door de officier in de val gelokt.
De Gūtmans-grot (Gūtmaņa ala) ligt halverwege Sigulda en het kasteel van Turaida aan de Gauja. Het is de grootste grot in het Baltische gebied en meet 19 meter diep, 12 meter breed en 10 meter hoog. Hij bevat inscripties uit de 17e eeuw. Volgens een legende verlengt en verbetert het water in de grot het leven van degene die ervan drinkt. De grot wordt met een kabelbaan verbonden met Sigulda.

## Geboren
- Juris Šics (1983), rodelaar
- Andris Šics (1985), rodelaar
- Jānis Strenga (1986), bobsleeër
- Lelde Gasūna (1990), alpineskiester
- Elīza Tīruma (1990), rodelaarster
- Toms Skujiņš (1991), wielrenner
- Lelde Priedulēna (1993), skeletonster

## Impressie

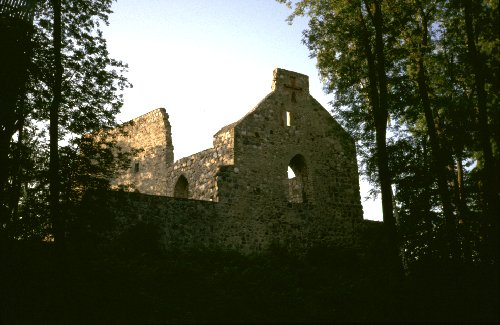
Ruïne burcht Sigulda
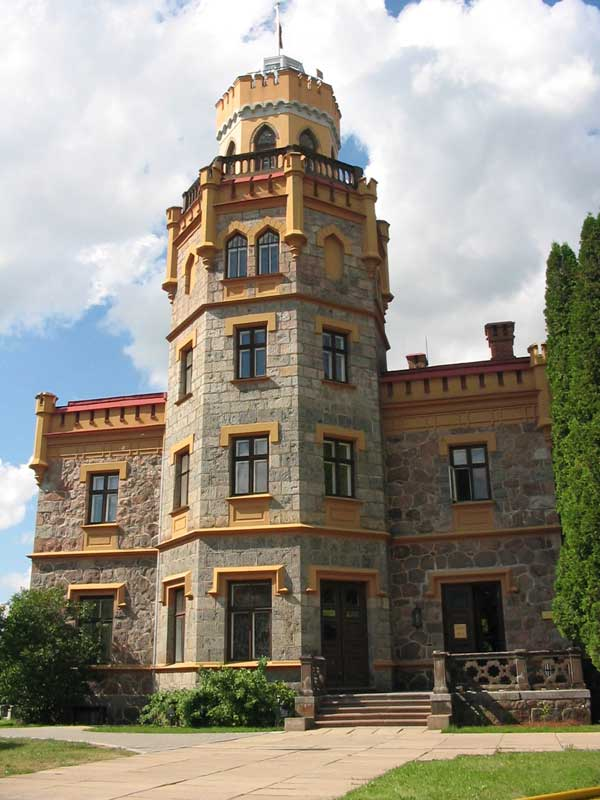
Het nieuwe kasteel
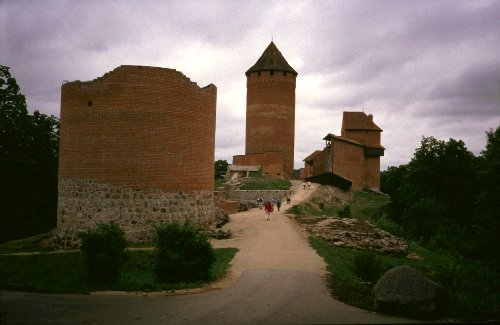
Ruïne burcht Turaida
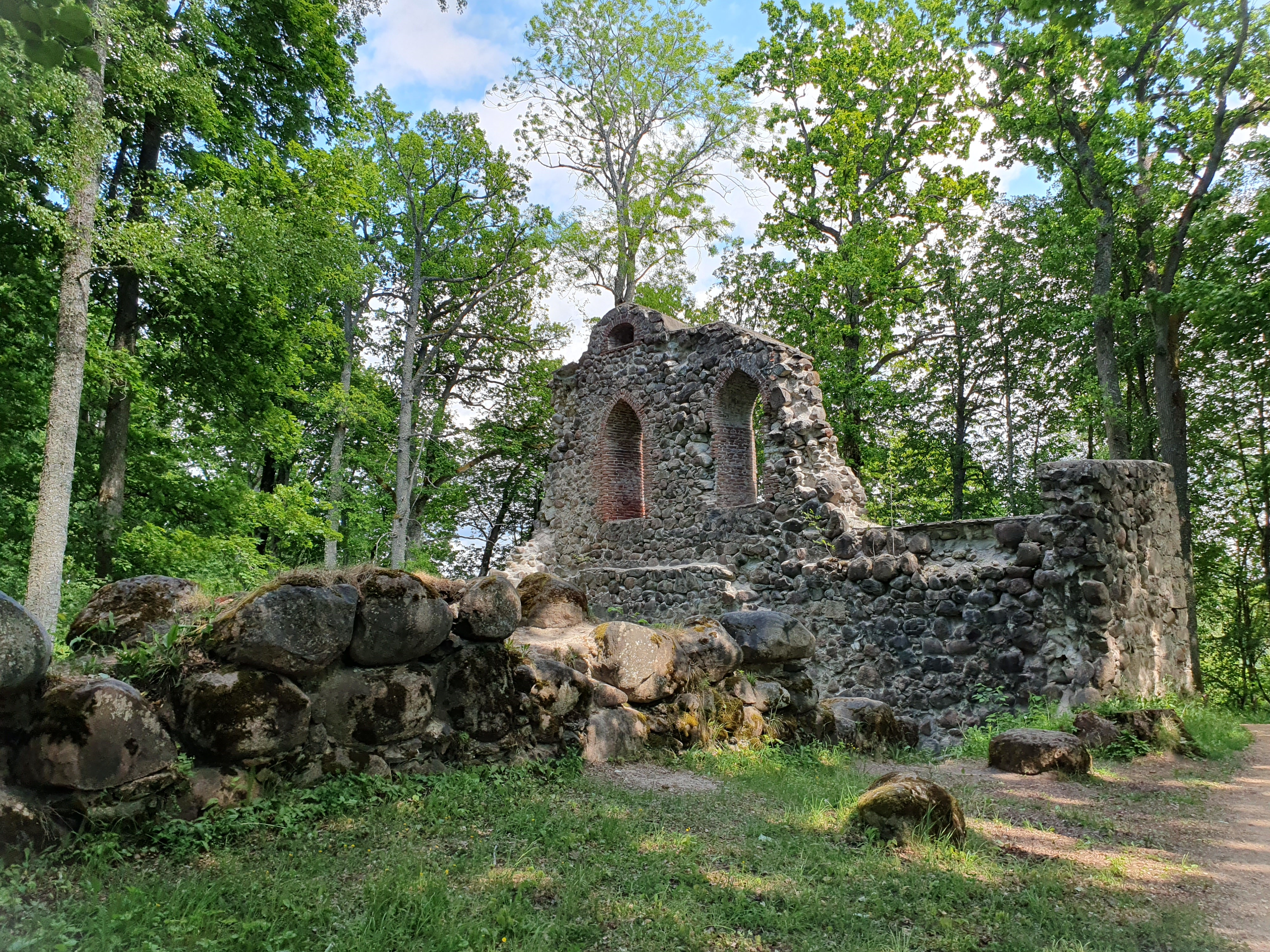
Ruïne burcht Krimulda

Altea · Bad Kötzting · Bellagio · Bundoran · Chojna · Granville · Holstebro · Houffalize · Judenburg · Karkkila · Kőszeg · Meerssen · Niederanven · Oxelösund · Preveza · Rovinj · Sesimbra · Sherborne · Sigulda · Sušice · Türi